# Кљаић Брдо
Кљаић Брдо је насељено мјесто у саставу града Карловца, на Кордуну, Карловачка жупанија, Република Хрватска.

## Географија
Кљаић Брдо се налази око 26 км југоисточно од Карловца.

## Историја
Кљаић Брдо се од распада Југославије до августа 1995. године налазило у Републици Српској Крајини.

## Становништво
Према попису становништва из 2011. године, насеље Кљаић Брдо је имало 18 становника.
| Националност       | 1991. | 1981. | 1971. | 1961. |
| Срби               | 33    | 38    | 53    | 77    |
| Југословени        |       |       |       |       |
| Хрвати             |       | 1     |       |       |
| остали и непознато |       |       |       |       |
| Укупно             | 33    | 39    | 53    | 77    |

| Демографија | Демографија | Демографија |
| Година      | Становника  | Становника  |
| ----------- | ----------- | ----------- |
| 1961.       | 77          |             |
| 1971.       | 53          |             |
| 1981.       | 39          |             |
| 1991.       | 33          |             |
| 2001.       | 14          |             |
| 2011.       |             | 18          |